# Haram (Norvège)
Pour les articles homonymes, voir Haram (homonymie).
Haram est une kommune de Norvège. Elle est située dans le comté de Møre og Romsdal.